# Parco nazionale del Paesaggio lagunare della Pomerania Anteriore

Logo del parco

Il parco nazionale del Paesaggio lagunare della Pomerania Anteriore (in tedesco: Nationalpark Vorpommersche Boddenlandschaft) è un parco nazionale situato in Meclemburgo-Pomerania Anteriore, in Germania.